# 하네다 투쟁

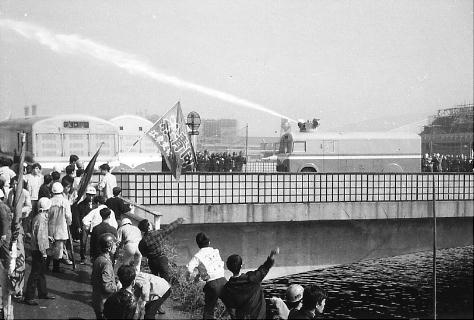

하네다 투쟁(羽田闘争)이란 1967년 10월 8일과 11월 12일, 두 차례에 걸쳐 일본 도쿄도 오오타구에서 사토 에이사쿠 내각총리대신의 외국방문 저지를 도모한 신좌파와 기동대가 동경국제공항(이하 하네다공항)에서 충돌했던 사건이다. 하이바(게바헬)에 각목(게발트봉)이라는 신좌파 특유의 패션이 이 투쟁에서 확립되었다.